# Zero Assoluto
Zero Assoluto (italienisch für „absoluter Nullpunkt“) ist ein italienisches Pop-Rock-Duo, das 1995 gegründet wurde.

## Geschichte
Die beiden römischen Musiker De Gasperi und Maffucci lernten sich in der Oberschule kennen und gründeten 1995 gemeinsam das Duo Zero Assoluto. Die erste Single Ultimo capodanno nahmen sie 1999 auf, wobei sie für das Musikvideo Francesco Totti gewinnen konnten. 2002 erschienen die Singles Magari meno und Tu come stai, im Jahr darauf konnte das Duo seine Bekanntheit durch Auftritte in Radio und Fernsehen steigern. Im Eigenlabel Sugo veröffentlichte es 2004 das erste Album Scendi, auf dem Lieder wie Mezz’ora, Minimalismi und Semplicemente enthalten waren; insbesondere letzteres verhalf dem Duo zum endgültigen Durchbruch.
Mit Svegliarsi la mattina ging Zero Assoluto beim Sanremo-Festival 2006 ins Rennen und erreichte Platz zwei in der Band-Kategorie sowie das Finale der Gesamtwertung. Im Anschluss konnte die Single auf Platz eins der italienischen Charts vordringen und sich dort acht Wochen halten, womit sie auch die meistverkaufte Single des Jahres war. Die Nachfolgesingle Sei parte di me brachte dem Duo die Auszeichnung als „Entdeckung des Jahres“ beim Wettbewerb Festivalbar im Sommer des Jahres ein und erreichte erneut die Chartspitze (Platz drei in der Jahreswertung). Parallel zu seiner musikalischen Aktivität veröffentlichte Maffucci auch Bücher, 2007 legte er mit Spielberg ti odio bei Rizzoli seinen ersten Roman vor.
Beim Sanremo-Festival 2007 gelang dem Duo mit Appena prima di partire ein neunter Platz. Im Anschluss erschien das gleichnamige Album. 2008 nahm Zero Assoluto mit Nelly Furtado das Lied Win or Lose (Appena prima di partire) auf, eine englische Version ihres Sanremo-Beitrags für den internationalen Markt. Die Single Per dimenticare leitete 2009 das nächste Album Sotto una pioggia di parole ein. 2011 folgte Perdermi, 2014 Alla fine del giorno. 2016 kehrte das Duo nach Sanremo zurück, wo es mit Di me e di te jedoch das Finale verfehlte. Anschließend erschien das gleichnamige Album.

## Diskografie

### Alben
| Jahr | Titel Musiklabel                 | Höchstplatzierung, Gesamtwochen, AuszeichnungChartplatzierungen (Jahr, Titel, Musiklabel, Platzierungen, Wochen, Auszeichnungen, Anmerkungen) | Höchstplatzierung, Gesamtwochen, AuszeichnungChartplatzierungen (Jahr, Titel, Musiklabel, Platzierungen, Wochen, Auszeichnungen, Anmerkungen) | Höchstplatzierung, Gesamtwochen, AuszeichnungChartplatzierungen (Jahr, Titel, Musiklabel, Platzierungen, Wochen, Auszeichnungen, Anmerkungen) | Anmerkungen                                        |
| Jahr | Titel Musiklabel                 | IT | DE | FR | Anmerkungen                                        |
| ---- | -------------------------------- | --- | --- | --- | -------------------------------------------------- |
| 2004 | Scendi Sony                      | IT17 (17 Wo.)IT | — | — | Erstveröffentlichung: 10. Juli 2004                |
| 2007 | Appena prima di partire Sony     | IT4 Gold (2024) · (37 Wo.)IT | — | — | Erstveröffentlichung: 2. März 2007                 |
| 2009 | Sotto una pioggia di parole Edel | IT20 Gold · (25 Wo.)IT | — | — | Erstveröffentlichung: Juni 2009 Verkäufe: + 35.000 |
| 2011 | Perdermi EMI                     | IT12 (14 Wo.)IT | — | — | Erstveröffentlichung: 31. Mai 2011                 |
| 2014 | Alla fine del giorno Universal   | IT14 (3 Wo.)IT | — | — | Erstveröffentlichung: 9. September 2014            |
| 2016 | Di me e di te Warner             | IT14 (5 Wo.)IT | — | — | Erstveröffentlichung: 18. März 2016                |

### Singles
| Jahr | Titel Album                                                   | Höchstplatzierung, Gesamtwochen, AuszeichnungChartplatzierungen (Jahr, Titel, Album, Platzierungen, Wochen, Auszeichnungen, Anmerkungen) | Höchstplatzierung, Gesamtwochen, AuszeichnungChartplatzierungen (Jahr, Titel, Album, Platzierungen, Wochen, Auszeichnungen, Anmerkungen) | Höchstplatzierung, Gesamtwochen, AuszeichnungChartplatzierungen (Jahr, Titel, Album, Platzierungen, Wochen, Auszeichnungen, Anmerkungen) | Anmerkungen                                                       |
| Jahr | Titel Album                                                   | IT | DE | FR | Anmerkungen                                                       |
| ---- | ------------------------------------------------------------- | --- | --- | --- | ----------------------------------------------------------------- |
| 2005 | Semplicemente Appena prima di partire                         | IT2 Gold (2024) · (37 Wo.)IT | — | — | Verkäufe: + 50.000; 2006 Platz 7 (8 Wochen) in den Downloadcharts |
| 2006 | Svegliarsi la mattina Appena prima di partire                 | IT1 Platin · (55 Wo.)IT | — | — | Platz 1 (31 Wochen) in den Downloadcharts Verkäufe: + 50.000      |
| 2006 | Sei parte di me Appena prima di partire                       | IT1 Gold · (37 Wo.)IT | — | — | Platz 4 (16 Wochen) in den Downloadcharts Verkäufe: + 25.000      |
| 2007 | Appena prima di partire                                       | — | — | — | Platz 7 (9 Wochen) in den Downloadcharts                          |
| 2007 | Meglio così Appena prima di partire                           | — | — | — | Platz 45 (1 Wochen) in den Downloadcharts                         |
| 2007 | Tu come stai Scendi                                           | — | — | — | erschienen 2002 Platz 16 (1 Woche) in den Downloadcharts          |
| 2008 | Quello che mi davi tu Appena prima di partire                 | IT34 (1 Wo.)IT | — | — |                                                                   |
| 2008 | Win or Lose (Appena prima di partire) Appena prima di partire | — | DE64 (5 Wo.)DE | FR31 (18 Wo.)FR | feat. Nelly Furtado                                               |
| 2009 | Per dimenticare Sotto una pioggia di parole                   | IT6 ×3Dreifachplatin · (26 Wo.)IT | — | — | Verkäufe: + 300.000                                               |
| 2009 | Cos’è normale Sotto una pioggia di parole                     | IT10 (5 Wo.)IT | — | — | feat. Tiromancino                                                 |
| 2010 | Non guardarmi così Sotto una pioggia di parole                | IT23 (1 Wo.)IT | — | — |                                                                   |
| 2010 | Grazie Sotto una pioggia di parole                            | IT39 (12 Wo.)IT | — | — |                                                                   |
| 2011 | Questa estate strana Perdermi                                 | IT4 (11 Wo.)IT | — | — |                                                                   |
| 2011 | Perdermi                                                      | IT98 (2 Wo.)IT | — | — |                                                                   |
| 2014 | All’improvviso Alla fine del giorno                           | IT55 (2 Wo.)IT | — | — |                                                                   |
| 2014 | Un’altra notte se ne va Alla fine del giorno                  | IT82 (1 Wo.)IT | — | — |                                                                   |
| 2014 | Alla fine del giorno                                          | IT14 (3 Wo.)IT | — | — |                                                                   |
| 2015 | L’amore comune Di me e di te                                  | IT52 (3 Wo.)IT | — | — |                                                                   |
| 2016 | Di me e di te                                                 | IT14 Gold · (7 Wo.)IT | — | — | Verkäufe: 25.000+                                                 |

Weitere Singles
- 1999: Ultimo capodanno
- 2002: Magari meno
- 2004: Mezz’ora
- 2004: Minimalismi

## Belege
1. ↑  Chartquellen (Alben):
  - Guido Racca & Chartitalia: Top 100 FIMI Album. Lulu, 2013, S. 186.
  - Alben von Zero Assoluto. In: Italiancharts.com. Hung Medien, abgerufen am 15. Mai 2018 (IT).
2. 1 2 3 4 5 6  Certificazioni Zero Assoluto. FIMI, abgerufen am 11. Dezember 2024.
3. ↑  Chartquellen (Singles):
  - Guido Racca & Chartitalia: Top 100 FIMI Singoli. Lulu, 2013, S. 160.
  - Archivio classifiche Top Singoli. FIMI, abgerufen am 11. Dezember 2024 (italienisch).
  - Zero Assoluto. In: Offizielle deutsche Charts. GfK Entertainment, abgerufen am 15. Mai 2018 (DE).
  - Songs von Zero Assoluto. In: LesCharts.com. Hung Medien, abgerufen am 15. Mai 2018 (FR).
4. 1 2 3 4 5 6  Guido Racca & Chartitalia: Top 100 FIMI Singoli. Lulu, 2013, S. 183.